# Das Ende von Etwas
Das Ende von Etwas (Originaltitel: The End of Something) ist eine Kurzgeschichte des amerikanischen Schriftstellers Ernest Hemingway, die erstmals 1925 in der Anthologie In unserer Zeit erschien.
Hemingway erzählt von seinem Alter Ego Nick Adams, der sich in dem Text von seiner Freundin Marjorie trennt. Das Ende dieser menschlichen Beziehung wird auch symbolisch im parallelen Niedergang des Sägewerks in Hortons Bay gespiegelt.

## Handlung
Der erste Abschnitt schildert den Niedergang des Sägewerks in Hortons Bay, das den Ort einst dominierte, sodass es keine Stelle in der Stadt gab, von wo aus nicht die Sägen zu hören waren. Eines Tages gab es jedoch keine Baumstämme mehr und die Maschinen wurden über den Fluss abtransportiert. Der Erzähler berichtet, dass man alles entfernt habe, was die Mühle zur Mühle und Hortons Bay zur Stadt gemacht hatte.
Zehn Jahre später angelt der nun etwa 16 oder 17 Jahre alte Nick Adams mit seiner Freundin Marjorie auf dem See. Keine Fische beißen an, auch nicht, als sie versuchen, mit Barschen Forellen zu angeln. Sie ziehen sich schließlich am Strand zum Lagerfeuer zurück, doch Nick resigniert und erklärt nur, dass alles keinen Spaß mehr mache. Nick wirft seiner Freundin vor, immer alles zu wissen, und auf ihre Frage, ob die Liebe keinen Spaß mehr mache, antwortet er klar mit „Nein“. Marjorie verlässt den Ort mit dem Boot, während Nick alleine zurückbleibt und von einem Freund namens Bill besucht wird, der offensichtlich von Nicks Trennungsabsichten wusste. Nick aber möchte nun allein sein, weshalb sich Bill die Angelruten ansieht.

## Analyse
Das Scheitern der Beziehung und Liebe zwischen Nick und Marjorie spiegelt sich motivisch in dem Verfall der ehemals blühenden Bauholz-Stadt Hortons Bay und dem Niedergang des Sägewerks, das seinen Betrieb einstellte, als es keine Baumstämme mehr gab. Als Marjorie die Ruine des alten Sägewerks verklärend als verfallenes Schloss wahrnimmt, kann Nick diese romantische Phantasie nicht mehr mit ihr teilen und schweigt. Symbolisch klingt das Ende der Beziehung auch in dem Sonnenuntergang und dem aufgehenden Mond an. Ebenso deuten die Fische, die während des Angelns nicht anbeißen und Nicks Gefühlslosigkeit während des ganzen Ausfluges auf ein Ende der Liebe hin. Der Gebrauch des indefiniten Pronomens something bleibt indes mehrdeutig; er lässt sich sowohl auf ein Ende der Liebesbeziehung wie auch auf den Niedergang der Stadt oder aber das Ende eines Lebensabschnitts beziehen.
Auffällig ist die unpersönliche Erzählhaltung des auktorialen Erzählers, der sich weitgehend zurückhält (reticent or non-intrusive narrator), auf Erzählkommentare völlig verzichtet und nur äußerst begrenzte Informationen über die Biografie der beiden (missing biografy) sowie die Hintergründe und die Ursachen für das mögliche Scheitern der Beziehung liefert.
Auf Marjories Frage, was denn eigentlich los sei (What's the matter, Nick?) erwidert Nick nur mehrfach, er wisse es nicht. Es sei nicht mehr schön. Überhaupt nichts mehr.(„I don’t know. [...]It isn’t fun any more. Not any of it.“)
Die Ursachen für die Veränderung in Nicks Empfinden werden entsprechend der Hemingwayschen Eisberg-Theorie einzig suggestiv angedeutet. Hinweise finden sich in der auffälligen Wiederholung der Verben „know“ („wissen“) und „say“ („sagen“). Nick weiß zwar alles über das Fischen und die äußere Natur und kann dies auch versprachlichen, soweit die sprachlichen Begriffe eindeutig mit der äußeren Wirklichkeit korrelieren; die Welt des inneren Erlebens und der Gefühle kann er jedoch nicht in Worte fassen. Marjorie demgegenüber hat es nicht nur gelernt, ebenso gut wie Nick zu fischen oder zu rudern, sie weiß auch alles über den Rhythmus des Mondes und kann ihre inneren Vorstellungen in Worte fassen. Ebendies stört Nick: „You know everything.“
Das wachsende Selbstbewusstsein und die zunehmende Unabhängigkeit Marjories, die ihm anders als früher in nichts mehr nachsteht, sondern ihm in manchen Dingen nun überlegen ist, ist für Nick nur schwer zu ertragen, da dies seine männliche Autorität untergräbt. Während in der Vergangenheit Nick derjenige war, der in der Beziehung die dominierende Rolle spielte, die von Marjorie auch akzeptiert wurde, hat sich dies nunmehr grundlegend geändert. Da er sein Empfinden verbal nicht auszudrücken vermag, zieht er sich zurück. Der lückenhaften Information über die Biografie und die Hintergründe entspricht der offene Ausgang der Geschichte am Ende; es bleibt hier der Vorstellung des Lesers überlassen, ob die Beziehung zwischen Nick und Marjorie endgültig gescheitert ist oder aber sich in Zukunft auf anderer Grundlage noch weiterentwickeln kann. Erst in der chronologisch sich anschließenden Erzählung The Three-Day Blow (dt. Titel: Drei Tage Sturm) zeigt sich das Ende der Liebesbeziehung; allerdings möchte Nick die Endgültigkeit der Trennung noch nicht akzeptieren und verspürt Erleichterung bei dem Gedanken, jederzeit zu Marjorie zurückkehren zu können.

## Entstehung und Rezeption

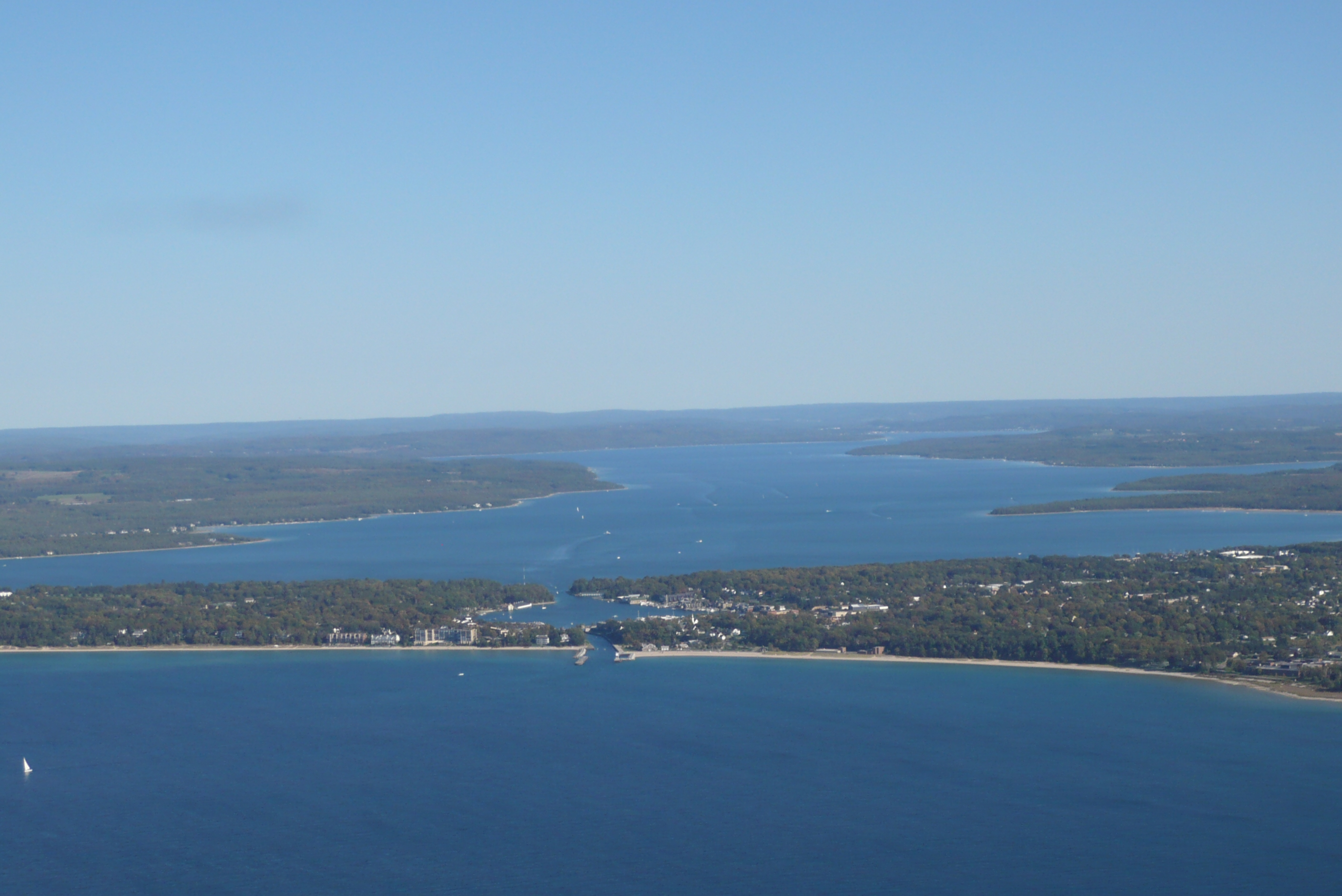
Lake Charlevoix

Hemingway schrieb Das Ende von Etwas im März 1924; die Kurzgeschichte wurde erstmals 1925 in seiner Anthologie In unserer Zeit veröffentlicht. Die Kleinstadt Hortons Bay bildet bereits zuvor den Schauplatz der 1921/22 entstandenen Kurzgeschichte Oben in Michigan (Originaltitel: Up in Michigan). Der mit Hemingway befreundete Schriftsteller F. Scott Fitzgerald nannte die Geschichte etwas fundamental Neues. Die gesamte Anthologie wurde sehr gut von den Kritikern und Lesern aufgenommen.

## Autobiografisches
Hemingway verbrachte häufiger Wochenenden zum Fischen und Angeln in dem kleinen Ort Horton Bay (Schreibung ohne -s) am Lake Charlevoix in Michigan, aus dem auch sein Jugendfreund Wesley Dilworth stammte. Der Name Marjorie erinnert an Marjorie Bumb, die Hemingway in Dilworths kleinem Restaurant am See kennenlernte. Die Trauung Hemingway mit seiner ersten Frau Hadley Richardson fand im September 1921 in der Methodistenkirche in Horton Bay statt.

## Sekundärliteratur
- Detlef Gohrbandt: The End of Something. In: Detlef Gohrbandt: Ernest Hemingway - The Short Happy Life of Francis Macomber and Other Stories · Model Interpretations, Klett Verlag, Stuttgart 1985, ISBN 3-12-577390-3, S. 23–31.